# Nacimiento (kommun i Spanien, Andalusien, Provincia de Almería, lat 37,15, long -2,66)
Nacimiento är en kommun i Spanien.   Den ligger i provinsen Provincia de Almería och regionen Andalusien, i den södra delen av landet, 400 km söder om huvudstaden Madrid. Antalet invånare är 512. Arean är 81 kvadratkilometer. Nacimiento gränsar till Alboloduy, Las Tres Villas, Baza och Gérgal. 
Terrängen i Nacimiento är varierad.